# 六郷政長
六郷 政長（ろくごう まさなが）は、江戸時代中期の大名。出羽国本荘藩の第5代藩主。官位は従五位下・丹後守、伊賀守。

## 略歴
宝永3年（1706年）、第4代藩主六郷政晴の次男として誕生した。正室は備後国福山藩主阿部正邦の娘。
長兄の政英が病弱を理由として廃嫡されたため、享保11年（1726年）10月2日、次男の政長が嫡子となった。同年10月15日、第8代将軍徳川吉宗に拝謁した。同年12月16日、従五位下・丹後守に叙任された。享保20年（1735年）閏3月2日、政晴の隠居により家督を相続した。同年4月15日、お国入りの許可を得た。
宝暦4年（1754年）8月5日、死去。享年49。長男の政展がまだ幼少であったため、跡を養嗣子の政林（弟政蔭の長男）が継いだ。

## 系譜
父母
- 六郷政晴（父）
- 笹瀬氏（母） - 側室

正室
- 阿部正邦の娘

子女
- 六郷政展（長男） 生母は正室
- 佐竹義路継室

養子
- 六郷政林 - 六郷政蔭の長男